# 罗伯特·布里奇斯

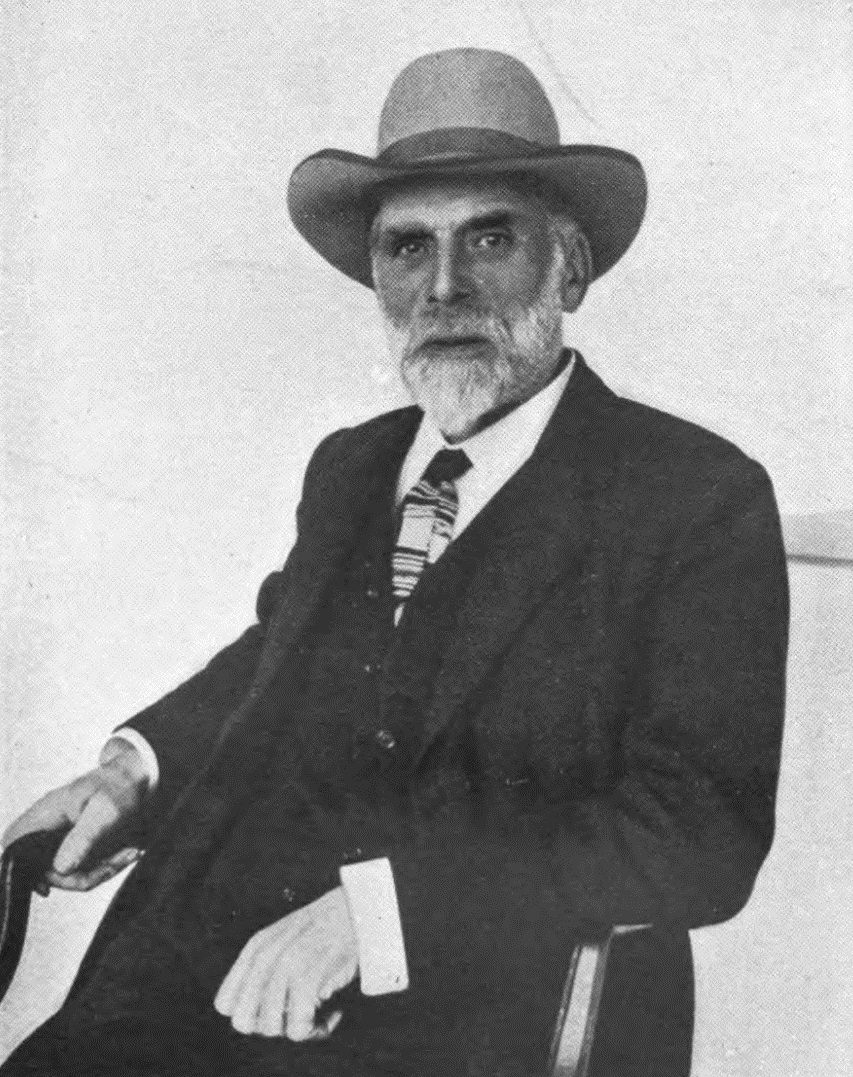
罗伯特·布里奇斯

罗伯特·西摩·布里奇斯 （1844年10月23日—1930年4月21日）是一位英国诗人，1913 年至1930 年持有英國桂冠詩人這一榮譽。他原本是一名医生，後來開始在文学界出名。他寫了很多基督教題材的诗歌以及赞美诗。